# هفرادا
هفرادا (بالعبرية: הפרדה‏) هي سياسة حكومة إسرائيل لفصل السكان الإسرائيليين عن السكان الفلسطينيين في الأراضي الفلسطينية المحتلة، في كل من الضفة الغربية وقطاع غزة.
كان إسحاق رابين، رئيس الوزراء الإسرائيلي من 1992-1995، أول من دعا إلى بناء جدار مادي بين الإسرائيليين والفلسطينيين. في أعقاب عملية بيت ليد عام 1995 الذي أسفر عن مقتل 22 إسرائيليًا، صرح رابين أن الفصل ضروري لحماية غالبية اليهود الإسرائيليين من المقاومة الفلسطينية. قال إيهود باراك، رئيس الوزراء من 1999 إلى 2001، إن "الأسوار الجيدة تجعل الجيران جيدين"." منذ المقدمات العلنية الأولى له، سيطر المفهوم الذي تحول إلى سياسة أو النموذج على الخطاب والنقاش السياسي والثقافي الإسرائيلي.
تم الحفاظ على سياسة الفصل من قبل الحكومات الإسرائيلية المتعاقبة، التي أقامت الجدار الفاصل بين إسرائيل وغزة والجدار الإسرائيلي في الضفة الغربية. في عام 2005، نفذت إسرائيل فك الارتباط عن غزة، والذي تضمن إخلاء المستوطنات الإسرائيلية والجيش الإسرائيلي من قطاع غزة. كما تم الاستشهاد بإغلاق الضفة الغربية كمثال على هذه السياسة.
تتضمن الأسماء الأخرى للهفرادا عند مناقشتها باللغة الإنجليزية الانفصال من جانب واحد أو فك الارتباط من جانب واحد. ميّز آرون كليمان بين مخططات التقسيم القائمة على "الهفرادا "، والتي ترجمها إلى "الانفصال". و(hipardut) المترجمة بـ "فك الارتباط". يمكن للكلمة العبرية "الهفرادا " أأن تعني كلا من "الفصل" و "العزل"." وقد ربط المنتقدون سياسة الهفرادا بالفصل العنصري (الأبارتايد)، ويقول آخرون إن كلمة "هفرادا" تحمل "تشابهًا ملاحظًا" مع استخدام جنوب إفريقيا للمصطلح.
في عام 2014، استخدم المقرر الخاص للأمم المتحدة ريتشارد فلك المصطلح مرارًا وتكرارًا في "تقرير المقرر الخاص المعني بحالة حقوق الإنسان في الأراضي الفلسطينية المحتلة منذ عام 1967".

## تاريخ

### التسعينيات
كان إسحاق رابين أول من اقترح إقامة حاجز مادي بين الإسرائيليين والفلسطينيين في عام 1992، وبحلول عام 1994، بدأ البناء على الحاجز الأول - الجدار الفاصل بين غزة وإسرائيل. في يناير 1995، نفذت حركة الجهاد الإسلامي في فلسطين عملية فدائية مزدوجة في مفرق بيت ليد بالقرب من نتانيا، مما أسفر عن مقتل 22 إسرائيليا. في أعقاب الهجوم، حدد رابين الأهداف من وراء هذا التعهد، قائلاً:
"هذا المسار يجب أن يؤدي إلى الفصل، ولكن ليس حسب حدود ما قبل عام 1967. نريد أن نصل إلى فصل بيننا وبينهم. لا نريد أن يتعرض "للإرهاب" غالبية السكان اليهود في دولة إسرائيل، الذين يعيش 98٪ منهم داخل حدود إسرائيل السيادية، بما في ذلك القدس الموحدة".
أول سياسي إسرائيلي ينجح في حملته الانتخابية على أساس برنامج صريح قائم على الانفصال، تحت شعار "نحن هنا. هم هناك،" هو إيهود باراك.

في مجلة بوليسي ريفيو ‏ التي تتخذ من الولايات المتحدة مقراً لها، كتب إريك روزينمان:
وشرح باراك الهفرادا - الانفصال - بهذه الطريقة في عام 1998: "يجب أن نفصل أنفسنا جسديًا عن الفلسطينيين، وفقًا لتوصية الشاعر الأمريكي روبرت فروست الذي كتب ذات مرة أن الأسوار الجيدة تجعل الجيران جيدين. اتركهم [خارج] الحدود التي سيتم الاتفاق عليها، وابْنِ إسرائيل."
يُنسب اعتماد الحكومة الإسرائيلية لسياسة الفصل عمومًا إلى أفكار دانيال شوفتان ‏ وتحليلاته كما عبَّر عنها في كتابه الصادر عام 1999 بعنوان "ضرورة الانفصال: إسرائيل والكيان الفلسطيني" (بالعبرية: כורח ההפרדה: ישראל והישות הפלסטינית)". وهناك ترجمة بديلة للعنوان باللغة الإنجليزية تقول: "الحاجة إلى الفصل: إسرائيل والسلطة الفلسطينية" (بالإنجليزية: The Need for Separation: Israel and the Palestinian Authority). في ذلك، يراجع شوفتان الحجج الجديدة والقائمة التي تقوم عليها مواقف الفصل المختلفة، من أجل إثبات قضية الانفصال عن الفلسطينيين، بدءًا من الضفة الغربية وقطاع غزة. شوفتان يؤيد مواقف "الفصل الصعب" للسياسيين مثل إسحاق رابين وايهود باراك، بينما يصف موقف السياسيين مثل شمعون بيريز بـ "الانفصال الناعم".
بعد توليه المنصب عام 1999، تحرك باراك "لتحفيز مناقشة الحكومة حول الفصل" من خلال توزيع نسخ من بيان البروفيسور دانيال شوفتان في جامعة حيفا على وزرائه. تبنى مجلس الأمن القومي الإسرائيلي سياسة الفصل لاحقًا، حيث عمل شوفتان أيضًا كمستشار. بحسب غيرسون باسكين وشارون روزنبرغ، يبدو أن كتاب شوفتان هو "دليل العمل للجيش الإسرائيلي والدوائر السياسية الإسرائيلية الواسعة" للتنفيذ و "البناء الأحادي للجدران والأسوار".

### عقد 2000
الانتفاضة الثانية هي انتفاضة فلسطينية كبيرة ضد إسرائيل، استمرت من 2000 إلى 2005. تميزت هذه الانتفاضة مقارنة بسابقتها بكثرة المواجهات المسلحة، وتصاعد وتيرة الأعمال العسكرية بين المقاومة الفلسطينية والجيش الإسرائيلي، وقد راح ضحيتها حوالي 4412 فلسطينيًا و48322 جريحًا.، وأما خسائر الجيش الإسرائيلي تعدادها 334 قتيلا ومن المستوطنين 735 قتيلا، وليصبح مجموع القتلى والجرحى الإسرائيليين 1069 قتيلا و4500 جريح. نتيجة لذلك تخلت الحكومة الإسرائيلية عن آمالها في التوصل إلى حل دبلوماسي للصراع وتبنت إستراتيجية فك الارتباط أحادي الجانب.
في فبراير 2001، أكد مئير إندور، المقدم في جيش الدفاع الإسرائيلي ، أن "الهفرادا (الانفصال) - هم هناك ونحن هنا" أصبحت "الأيديولوجية الجديدة" و"الكلمة الجديدة لمن يتخيلون السلام". ووجه إندور انتقادات شديدة لاتفاقية السلام التي اقترحها أرئيل شارون والتي طُرحت خلال انتخابات عام 2001 والتي ادعى فيها شارون أنه سيوفر "السلام والأمن" من خلال "جعل الهفرادا بطول وعرض الأرض". وذكر إندور أنه في رأيه، "لو كان من الممكن عمل الهفرادا، لكان ذلك قد حدث منذ زمن طويل". كما أشار إلى أن "بنيامين بن إليعازر نفسه قال أن الهفرادا مستحيلة التنفيذ". في عام 2002، ذكرت روشيل فورستنبرغ من مجلة هداسا ‏ أن مفهوم "فك الارتباط أحادي الجانب" لم يكن معروفًا للجمهور قبل ثمانية أشهر، لكن الفكرة اكتسبت زخمًا.
في عام 2002، بدأت حكومة أرئيل شارون العمل على الجدار الإسرائيلي في الضفة الغربية عند منطقة التماس. ومنذ ذلك الحين، أكدت إسرائيل أن الحاجز أمر حيوي لإبعاد المهاجمين الفلسطينيين عن المدن الإسرائيلية. وقد وصف دانيال شويفتان الحاجز بأنه يشكل "الجزء المادي من الإستراتيجية" للفصل أحادي الجانب. أوضح شوفتان أن: "هذا يجعل الاستراتيجية ممكنة لأنك لا تستطيع أن تقول" هذا ما سأدرجه وهذا ما سأستبعده "دون وجود حاجز مادي يمنع الحركة بين الاثنين".
في عام 2005، نفذت إسرائيل فك الارتباط عن غزة (بالعبرية: תוכנית ההתנתקות‏) ، وهي عملية تفكيك أحادي الجانب لـ21 مستوطنة إسرائيلية في قطاع غزة وإخلاء المستوطنين والجيش الإسرائيليين من داخل قطاع غزة. أطلق رئيس الوزراء أرئيل شارون في الأصل على خطته لفك الارتباط أحادية الجانب - "خطة الانفصال" قبل أن يدرك أن "الانفصال بدا سيئًا، خاصة في اللغة الإنجليزية، لأنه أثار الفصل العنصري". عُرضت الخطة على الجمهور الإسرائيلي في منتصف ديسمبر 2003. أسفرت خطة فك الارتباط أحادية الجانب، التي تبنتها الحكومة الإسرائيلية وسُنت في أغسطس 2005، عن تفكيك جميع المستوطنات في قطاع غزة وأربع مستوطنات في شمال الضفة الغربية. وصف شوفتان خطة شارون لفك الارتباط أحادية الجانب بأنها الخطوة الأولى فقط في "عملية تاريخية أوسع".
قال لصحيفة (The Jerusalem Report) في عام 2005 أنه يمكنه "حتى تحديد التواريخ"، واقترح أنه في عام 2007 أو 2008، سيكون هناك فك ارتباط رئيسي آخر في الضفة الغربية ؛ وأنه قبل عام 2015، ستقوم إسرائيل من جانب واحد بإعادة تقسيم القدس وفقًا للخطوط التي تختارها. جادل شوفتان بأن "السمة الأساسية" لفك الارتباط لا تتمثل في أنه سيحقق السلام، بل إنه سيمنع "الإرهاب الدائم".
استمر تطبيق الهفرادا في ظل حكومة رئيس الوزراء إيهود أولمرت.

## التحليل والمناقشة
في أكتوبر 2000، علّق الصحفي في صحيفة هآرتس" جدعون ليفي في صحيفة "كوريير انترناشيونال" بأن الدعم العام بأغلبية ساحقة لـ "الهفرادا" كان ثمرة لامبالاة الإسرائيليين العاديين تجاه التاريخ والكثير من الفلسطينيين - وهو ما يتناقض مع مطالبة إسرائيل للفلسطينيين بدراسة الهولوكوست لفهم الدوافع اليهودية.
في "رسم خرائط الهويات اليهودية"، الذي نُشر في نفس العام (2000)، قدم عدي أوفير ‏ هذا الدعم لما يسميه "العنصر الرئيسي لنظام الفصل العنصري - ما يسمى بالفصل (الهفرادا) بين الإسرائيليين والفلسطينيين" بين الصهاينة الذين يتحدثونعن حقوق الإنسانيرجع إلى التناقضات الداخلية في الأيديولوجية الصهيوني.
في عام 2002، افتتح بث تلفزيوني لمجموعة ماكلولين ‏ حول موضوع سياسة الفصل الإسرائيلية بالكلمات التالية: "يسميها اليهود الهفرادا،أي "الفصل "، في العبرية. النقاد يسمونه الفصل العنصري. التسمية الجديدة الأكثر تقنية هي "فك الارتباط أحادي الجانب". إنها فكرة نالت قوة في اسرائيل".
وفقًا لسميث وكورديل، فإن تنفيذ سياسة الهفرادا يعتبر استخدامًا للاستقلالية الثقافية كذريعة للفصل العنصري القسري.

## أمثلة استخدام ملحوظة

### من قبل الإسرائيليين
- قال إيتان هاريل، أستاذ علم الأحياء في الجامعة العبرية في القدس، لصحيفة لوموند ديبلوماتيك في مايو 1996: "لقد تغيرت أولوياتنا. تم استبدال حلم إسرائيل الكبرى بواقع إسرائيل الصغيرة. ما يهم الناس هو أن يعيشوا بشكل أفضل هنا، وإذا سألتهم عما يرغبون فيه وانتظروه، فإن استجابة الأغلبية هي: الهفرادا ، الانفصال."[51][52]
- وصفت إستير زاندبرغ معرضًا فنيًا بعنوان "الهفرادا (الفصل)" في طبعة يونيو 2005 من صحيفة هآرتس على أنه يتكون من صور 12 موقعًا فاصلًا صورها يائير باراك وأوريت سيمان توف وأميت غرون، والتي تمثل "جدران الفصل العنصري بين قيسارية وجسر الزرقاء وبين نير تسفي  [لغات أخرى]‏ والحي العربي برديس شنير في اللد؛ الضخامة المعمارية لأبراج شاطئ الكرمل في حيفا، والتي تبرز كقبضة مرفوعة مقابل حي نفيه داود المنكوب؛ حي هولي لاند السكني الفاخر في القدس؛ والعديد من المواقع الأخرى".[17]
- في ورقة بعنوان "نيشول (التهجير): شكل الفصل العنصري الإسرائيلي"، كتب جيف هالبر من اللجنة الإسرائيلية لمناهضة هدم المنازل أن: الهفرادا هو المصطلح العبري الرسمي لرؤية إسرائيل وسياستها تجاه فلسطينيي الأراضي المحتلة - ويمكن القول داخل إسرائيل نفسها".[7]

### من قبل الفلسطينيين
- منذ عام 2003، أصر القس نعيم عتيق من مركز اللاهوت المسكوني الفلسطيني للتحرير المسكوني، ومقره القدس، على استخدام مصطلح الهفرادا لوصف سياسات إسرائيل تجاه الفلسطينيين،[53] مع الإشارة إلى تشابهها في المعنى مع كلمة الفصل العنصري.[54]
- في مناقشة عام 2006 حول آفاق الحل السلمي للقضية الفلسطينية برعاية معهد الدراسات الاستراتيجية والإنمائية، قال مازن قمصية، الأستاذ السابق في جامعة ييل وعالم الوراثة والمدافع عن حل الدولة الواحدة: "الآن، إسرائيل اليوم تستخدم كلمة جديدة. ربما سمعت أنه تمت ترجمته بشكل خاطئ. في العبرية تسمى الهفرادا، وتعني حرفيا الفصل أو العزل. لكن في أسوأ آلة دعاية إسرائيلية في سي إن إن وغيرها من المنافذ الإخبارية، يستخدمون كلمة "التقارب" - سمعت عن تقارب أولمرت. التقارب لا يعني أي شيء. ما هو التقارب؟ إنها ليست ترجمة الهفرادا، فهي تعني العزل والانفصال. هذا ما يعنيه ذلك."[55]

### من قبل النشطاء والمنظمات المناصرة
- يُعرف الجدار الإسرائيلي في الضفة الغربية في بعض دوائر النشطاء باسم جدار الهفرادا.[56][57][58]
- في عام 2006، كتب جيمس بوين في مقال افتتاحي للرأي في صحيفةهاآرتس أنه ورفاقه الناشطين من حملة التضامن الأيرلندي مع فلسطين يرون أن "الهفرادا (الانفصال) هو الشكل الصهيوني للفصل العنصري"، وجادل بأنه "يجب معاملة إسرائيل مثل جنوب أفريقيا القديمة".[13]
- في بيان إعلامي صدر في 30 مايو 2006 بعنوان (Sunday Herald's Linguistics Gymnastics)، تناولت هونيست ريبورتينغ  [لغات أخرى]‏ استخدام كلمة الهفرادا بواسطة ديفيد برات، محرر صنداي هيرالد  [لغات أخرى]‏. وذكر أن "مجرد إلقاء نظرة خاطفة على قاموس عبري-إنجليزي يكشف أن مصطلح" الهفرادا "لا يعني حرفيًا" الفصل العنصري". أيضًا، كمفهوم، لم تدخل كلمة "الهفرادا" بالتأكيد في المعجم الإسرائيلي، بل دخل مصطلح "جيدار هفرادا " ("جدار الفصل") في إشارة إلى الحاجز الأمني الإسرائيلي. وهكذا، يدعي برات أن الإسرائيليين قد بدأوا في استخدام مصطلحهم الخاص لـ "الفصل العنصري" بشكل خاص بينما يذكرون بشكل غير دقيق أن الحاجز الأمني الإسرائيلي وأيديولوجية الفصل العنصري متماثلان".[59]

### من قبل الصحفيين
- في 26 مايو 2006، كتب ديفيد برات، من مجلة صنداي هيرالد أنه: "حتى بين الإسرائيليين، دخل مصطلح" الهفرادا إلى المعجم السائد، على الرغم من النفي الشديد من قبل الدولة اليهودية لقولها تشارك في أي عملية من هذا القبيل".[59]
- في مقال نُشر في يناير 2007 بعنوان "المزيد من الهوامش حول الصهيونية ويودر وبويارين"، كتب آلان إيب ويفر أن "الأهداف الديموغرافية والإقليمية الاستراتيجية" هي التي ولدت "سياسة الهفرادا العبرية من أجل الانفصال".[8]

## فهرس
- Smith، David J.؛ Cordell، Karl (18 أكتوبر 2013). Cultural Autonomy in Contemporary Europe. Routledge. ISBN:978-1-317-96851-1. مؤرشف من الأصل في 2023-01-14.

## روابط خارجية
- "Toward a Third Intifada" by Fred Schlomka, opinion piece published on May 28, 2006, by the Baltimore Sun
- (بالعبرية) Know what is the Separation Fence
- Readers respond to Sunday Herald[وصلة مكسورة]
- The Israel Project, USA نسخة محفوظة 6 January 2009 على موقع واي باك مشين.